# 法律經濟學及組織期刊
法律經濟學及組織期刊（The Journal of Law, Economics, & Organization）是一本一年三刊的同行評審學術期刊，涵蓋法律經濟學領域。 它成立於1985年，由牛津大學出版社出版。 並得到耶魯大學法學院奧林法律經濟學及公共政策研究中心的支持。 主編是安德里亞·普拉特（哥倫比亞大學）。 根據期刊引證報告，該期刊2016年影響因子為1.212，在經濟類別的347種期刊中排名第126名，並在法律類別的147種期刊中排名第49名。

## 參閲
- 法學研究期刊（英语：The Journal of Legal Studies）
- 國際法律經濟學評論
- 法律經濟學期刊
- 美國法律經濟學評論

## 外部連結
- 官方网站